# Reserva natural Limay Mahuida
La reserva natural Limay Mahuida es un área natural protegida ubicada en el departamento homónimo, en la provincia argentina de La Pampa. Abarca un área de 4983 ha correspondientes a la ecorregión monte de llanuras y mesetas.
Fue creada mediante la Ley Provincial n.º 1689/96.

La protección de la zona databa del año 1974, establecida mediante el Decreto Provincial n.º 417/74.

## Biodiversidad
La cobertura vegetal consiste en agrupaciones ralas de caldén (Prosopis caldenia) y zampa (Atriplex lampa), que alternan con pastizales de jarilla (Larrea divaricata).
La fauna silvestre significativa incluye el puma (Felis concolor), la mara (Dolichotis patagonum), la vizcacha (Lagostomus maximus), el ñandú (Rhea americana) y el águila coronada  (Harpyhaliaetus coronatus).

## Conservación
La reserva carece al 2016 de implementación y plan de manejo.
Un grupo de investigadores del CONICET desarrollaron un trabajo publicado en el 2013, en el cual se analizaba la calidad ambiental de 511 partidos o departamentos de la Argentina. Ese estudio concluyó que Limay Mahuida, cercana a la reserva, era la localidad en peores condiciones ambientales del país. Esta situación es el resultado de la afectación del recurso hídrico, especialmente del río Atuel, cuyas aguas son detenidas por el embalse El Nihuil, en la provincia de Mendoza. A esto se suma el impacto que producen las represas sanjuaninas Ullum y Los Caracoles, ubicadas sobre el curso superior del río Desaguadero o Salado, y cuyas aguas son masivamente utilizadas para regadío.